# Yvon Duval
Pour les articles homonymes, voir Duval.
Yvon Duval est un joueur de Scrabble belge. Il a remporté le championnat de Belgique de Scrabble cinq fois entre 1977 et 1982, une série interrompue par Jean-Marie David en 1978. Son record de 5 titres de champion de Belgique fut battu par Christian Pierre en 1993 et son record de 4 titres d'affilée fut battu par Pierre entre 1990 et 1994. Il était aussi le champion du monde de Scrabble en 1978 avec 39 points d'avance sur le Français Claude Del. Il est actuellement l'un des 9 membres du comité de rédaction de L'Officiel du jeu Scrabble, dictionnaire officiel du Scrabble francophone,.

## Palmarès
- Champion de Belgique (1977, 1979, 1980, 1981, 1982)
- Champion du monde (1978)